# Crash Bandicoot XS
Crash Bandicoot XS, intitulé Crash Bandicoot: The Huge Adventure aux États-Unis et Crash Bandicoot Advance au Japon, est un jeu vidéo de plates-formes, développé par Vicarious Visions et édité par Universal Interactive Studios, sorti sur Game Boy Advance le 27 février 2002 aux États-Unis, 15 mars 2002 en Europe et le 18 juillet 2002 au Japon. Il fait partie de la série Crash Bandicoot.

## Synopsis

### Histoire
Le Docteur Neo Cortex a réduit la Terre à la taille d'une orange avec une machine qu'il a construit. Crash Bandicoot et ses amis doivent maintenant anéantir ses plans diaboliques. Ils doivent pour cela réussir à réunir tous les cristaux roses du monde pour provoquer l'effet inverse du rayon réducteur de Cortex.

### Personnages
La majeure partie des principaux personnages de la série font leurs apparitions :

#### Protagonistes
- Crash Bandicoot, le héros principal du jeu et de la série éponyme.
- Coco Bandicoot, la sœur de Crash.
- Aku Aku, le masque ange-gardien de Crash.
- Polar, le petit ours polaire.

#### Antagonistes
- Docteur Neo Cortex, le principal méchant de la série.
- Uka Uka, le jumeau maléfique d'Aku Aku et le supérieur de Cortex.
- Dingodile, une créature mi-dingo, mi-crocodile.
- Docteur N. Gin, le bras droit de Cortex.
- Tiny Tiger, le tigre haltérophile.

## Système de jeu
Crash Bandicoot XS est similaire aux trois premiers épisodes développés par le studio créateur Naughty Dog, sortis sur PlayStation entre 1996 et 1998. La majeure partie du jeu se déroule en 2D, car la Game Boy Advance ne peut pas afficher de graphismes en 3D. Cependant, quelques niveaux se déroulent en pseudo-3D, façon mode 7 si propre à la GBA (et surtout à la Super Nintendo), comme les phases de shoot 'em up en jet-pack, similaire au jeu d'arcade Space Harrier ainsi que les niveaux où l'on chevauche Polar, l'ours polaire de la série Crash Bandicoot, où on doit échapper à un énorme yéti tout en évitant les obstacles comme les barrières électriques ou les caisses Nitro.

### Objets du jeu

#### Caisses
Comme dans tous les épisodes de la série Crash Bandicoot, les caisses jouent un rôle important dans ce jeu. Toutes les caisses disponibles dans le jeu sont identiques à celles de Crash Bandicoot 3, à savoir :
- Les caisses normales, contenant le plus souvent un seul fruit Wumpa.
- Les caisses marquées d'un "?", qui peuvent donner plusieurs fruits Wumpa, une vie ou un masque Aku Aku.
- Les caisses rebondissantes, qui donnent 2 fruits Wumpa par saut sur ces mêmes caisses.
- Les caisses Aku Aku, qui donnent un masque Aku Aku. Un masque protège d'une attaque, deux masques protègent de deux attaques et trois masques rendent Crash temporairement invulnérable.
- Les caisses Crash, qui procurent une vie supplémentaire.
- Les caisses marquées d'un « C », pour Checkpoint (point de passage) servant à reprendre là où on a ouvert la caisse et non au tout début du niveau si on a perdu une vie entre-temps.
- Les caisses TNT, qui s'activent une fois que l'on a sauté dessus. Un compte à rebours de 3 secondes se met alors en marche avant l'explosion.
- Les caisses Nitro, qui explosent au moindre contact physique avec Crash.
- Les caisses roulette, où une série d'objet se succèdent de plus en plus rapidement jusqu'à ce qu'elles deviennent des caisses en acier.
- Les caisses trampoline, qui permettent d'effectuer un saut deux fois plus haut qu'un saut basique. Il en existe deux versions : en bois et en acier.
- Les caisses d'acier marquées d'un « ! », servant d'interrupteur pour faire apparaître des caisses dans le niveau.
- Les caisses vertes marquées d'un « ! », servant à détruire toutes les caisses Nitro en toute sécurité.
- Les caisses en bois renforcées, qui ne peuvent être détruites que par le saut pilon de Crash.
- Les caisses d'acier, indestructibles mais servant de plates-formes.
- Les caisses de temps, qui n'apparaissent que dans le mode Contre la montre.